# Hydraena heterogyna
Hydraena heterogyna är en skalbaggsart som beskrevs av Ernest Marie Louis Bedel 1898. Hydraena heterogyna ingår i släktet Hydraena och familjen vattenbrynsbaggar.

## Underarter
Arten delas in i följande underarter:
- H. h. heterogyna
- H. h. doderoi
- H. h. italica
- H. h. binaghii